# Nils Hermansson
Nils Hermansson, Nicolaus Hermanni, född 1325 eller 1326 i Skänninge i Östergötland, död 3 maj 1391, var en svensk ärkediakon och biskop i Linköpings stift 1375–1391.
Hans reliker vann bifall om skrinläggning av påven Alexander VI, vilket senare genomfördes, troligen 1515. Som svenskt helgon kallades han Sankt Nicolaus, enligt den av Hans Brask ombesörjda och av Olaus Ulrici författade Historia S. Nicolai.

## Tidigt liv
Många av uppgifterna om Hermanssons liv härstammar från en före 1414 sammanställd biografi, författad i samband med försöken att kanonisera Nils Hermansson. Han var son till Herman (möjligen Rutgersson), borgare i Skänninge och Margaretha Tyrgilsdotter, samt systerson till Henrik Henikinsson. Många släktingar valde den kyrkliga banan, däribland morbrodern Peter Tyrgilsson var ärkebiskop i Uppsala 1351–1366, och morbrodern Johannes ärkedjäkne i Linköping. Fadern var av namnet att döma troligen av tysk härkomst. Övriga stannade inom borgarståndet, i ett Skänninge som vid den här tiden var en viktig stad, både ekonomiskt och kyrkligt.
Hermansson började sin skolgång i Skänninge. Förmodligen sändes han vidare till katedralskolan i Linköping. Under loven var han informator på Ulvåsa åt barnen till Birgitta Birgersdotter (sedermera känd som heliga Birgitta). Han kom att komma nära heliga Birgitta och hennes dotter Katarina (Katarina Ulfsdotter). Han studerade senare filosofi vid Paris universitet och kanonisk och civil rätt i Orléans, där han blev juris utriusque doktor.

## Kyrklig karriär
Efter hemkomsten blev han kanik i Linköpings och Uppsala domkyrka, den senare posten från 1350 till åtminstone 1358. Tre år senare, 1361, blev han ärkediakon, en komplicerad post – den dåvarande biskopen, Nils Markusson, var frånvarande och mer intresserad av världsligt än kyrkligt. Det fanns stora förhoppningar på att Hermansson skulle klara uppdraget. Företrädaren på posten, Agmund, konstaterade:
| ”                                                                              | En man sådan som denne herr Nikolaus finns det icke maken till i Sverige. Hur gärna såge jag inte att han bleve ärkedjäkne efter mig! | „ |
| – Sankt Nikolaus av Linköpings kanonisationsprocess, citerat ur Lundén, s. 10. | |   |

Förväntningarna verkar ha motsvarats; som trogen sin biskop föll dock även han i onåd hos kungarna Magnus Eriksson och Håkan Magnusson, när biskopen blev oppositionell. Vid ett tillfälle tvingades han fly till domkyrkan, där dörrarna tillbommades för att svälta ut honom. Genom insmugglade förnödenheter överlevde han situationen. Förmodligen skedde detta i samband med resningar mot kungarna 1363 och 1364. En av Nils Markusson utfärdad och Hermansson offentliggjord bannlysning orsakade ett långvarigt bråk mellan kyrkan i Linköpings stift och kungarna; Hermansson konstaterar i sin biografi att han troligen dödats om han inte sökt skydd i Söderköping.

### Biskopsval
Ryktena om Hermanssons kompetens som ärkediakon spred sig, och hans tidigare arbetsgivare, numer heliga Birgitta, ansåg att han borde ta över som Linköpings biskop. Birgittas planerade kloster i Vadstena skulle förmodligen få en smidigare process med Hermansson som biskop. 1372 tvingades Nils Markusson lämna landet, och dominikanen Gottskalk Falkdal utsågs till efterträdare. 3 februari 1374 mördades Falkdal av adelsmannen Mats Gustavsson, och Hermansson valdes "genom den Helige Andes ingivelse" till ny biskop, den mest högtidliga och ovanliga formen av biskopsval. Påven skulle bekräfta valet, men eftersom andra kandidater ställt upp, bland annat dekanen Arnold från Skara, som Albrekt av Mecklenburg förordade, blev processen komplicerad. Alberts fader och namne Albrekt II av Mecklenburg förordade dominikanen Johannes Blomberg, vilket även kejsaren arbetade för.
Hermansson isolerade sig totalt i askes och ständiga böner, försänkt i djup depression. Uppmuntrad av heliga Birgittas dotter Katarina av Vadstena (Katarina Ulfsdotter) lyckades han ta sig ur depressionen, och begav sig till Avignon och den påvliga kurian. Sent omsider godkändes valet av Hermansson, möjligtvis på Katarinas rekommendation. 14 mars 1375 gav Gregorius XI den påvliga bekräftelsen.

## Biskop
År 1374 blev Nils Hermansson biskop i Linköping. Gripen av missmod inför tidens nöd, drog han sig tillbaka i ensamhet och askes men styrktes av Katarina av Vadstena till verksamt deltagande i kyrkans och statens angelägenheter. Bland stormännen intog han en framträdande plats, och var en av Bo Jonssons testamentsexekutorer och hörde till de första som slöt sig till drottning Margareta. Som stiftschef var han engagerad i församlingarnas undervisning i trons huvudstycken.
Han var mycket engagerad i lanseringen av Birgitta som helgon och Vadstenaklostret hade i honom en verksam gynnare. Samtiden gav honom vitsord om stor fromhet och helighet och 1414 hemställde fyra svenska biskopar om hans helgonförklaring. Någon sådan kom inte till stånd, men under sin vistelse i Rom utverkade Hemming Gadh påven Alexander VI:s bifall till skrinläggning, vilken senare genomfördes, troligen 1515.
Som svenskt helgon kallades han Sankt Nicolaus, enligt den av Hans Brask ombesörjda och av Olaus Ulrici författade Historia S. Nicolai.
Nils Hermansson utövade även en betydande litterär verksamhet, men endast hans hymner har bevarats. Mest känd är hymnen Rosa rorans bonitatem, som ingår i hans Birgittaofficium. Ett par medeltida levnadsbeskrivningar över Nils Hermansson har tryckts av Herman Schück i Antikvarisk tidskrift.
Hans minnesdag firas den 4 februari.